# 自由站 (馬尼拉輕軌)
自由站（又名安東尼奧·阿爾奈茲站（Antonio Arnaiz station）或簡稱為阿爾奈茲站（Arnaiz station））位在馬尼拉大都會帕賽市，屬於馬尼拉輕軌1號線的車站，於1984年12月1日正式啟用。該車站處於塔夫脱大道和阿爾奈茲大道路口，站體坐落塔夫脱大道而橫跨阿爾奈茲大道。車站名稱源自於阿爾奈茲大道的前身之一自由街（Libertad Street）。

## 周邊設施
車站周邊有勝利帕賽購物中心（Victory Pasay Mall）、東南學院（Southeastern College）、帕賽聖瑪麗學院、帕賽市西部高中、帕賽城市大學與巴西市中華書院，沿著阿爾奈茲大道向西可至亞洲海事研究所、菲律賓外交部、美國駐菲律賓大使館、庫內塔體育館及香港太陽廣場（HK Sun Plaza）等設施。

## 車站結構
| 3樓  | 側式月台，車門由右側開啟 | 側式月台，車門由右側開啟         |
| 3樓  | A月台                    | ← 1號線 小費爾南多·波因方向      |
| 3樓  | B月台                    | → 1號線 桑托斯博士方向 →         |
| 3樓  | 側式月台，車門由右側開啟 |                                  |
| 2樓  | 車站大廳                 | 驗票閘門、售票亭、車站控制、商店 |
| 地面 | 街區                     | 勝利帕賽購物中心、自由市場       |

## 站景

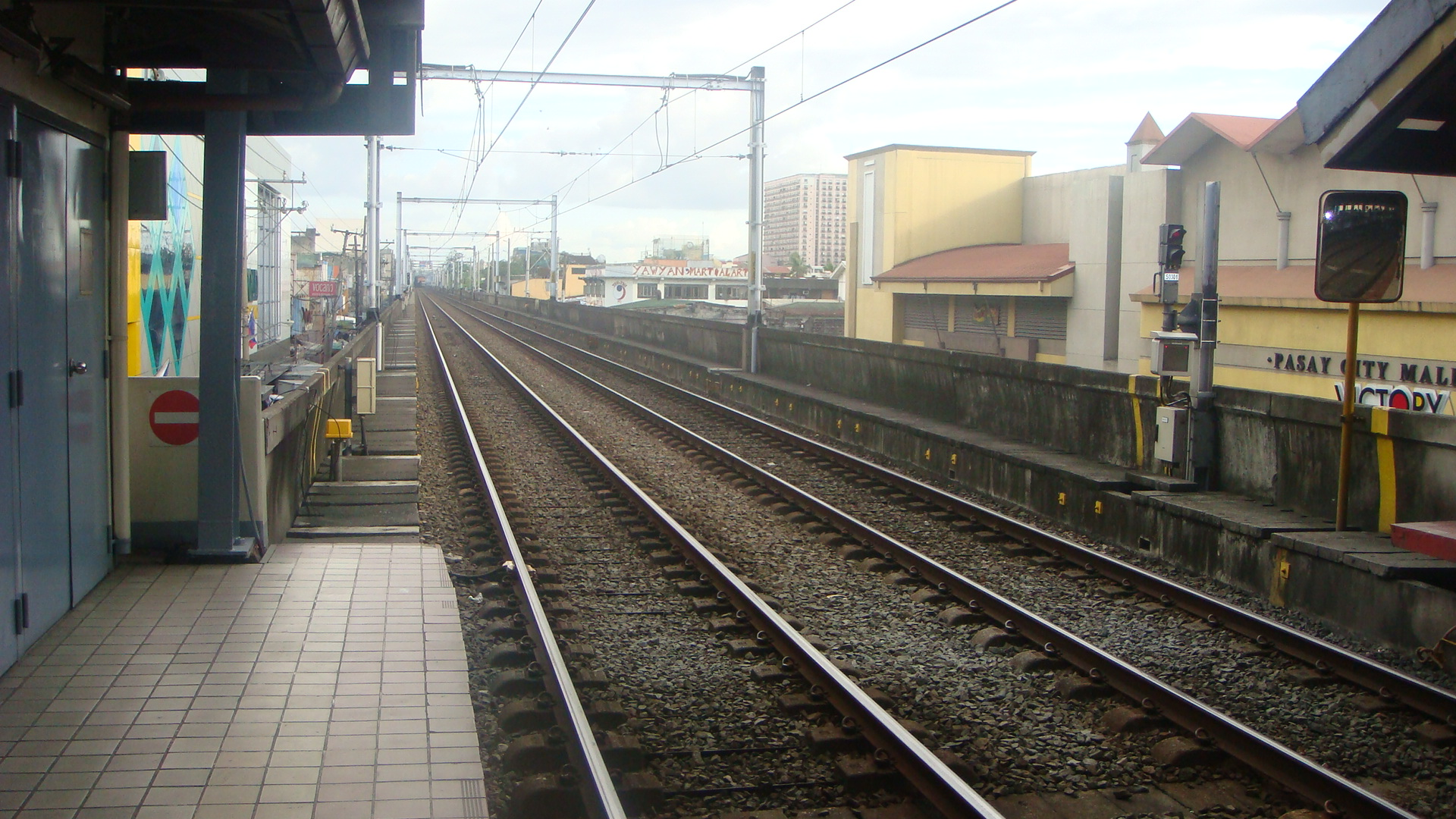
從車站望向鐵道
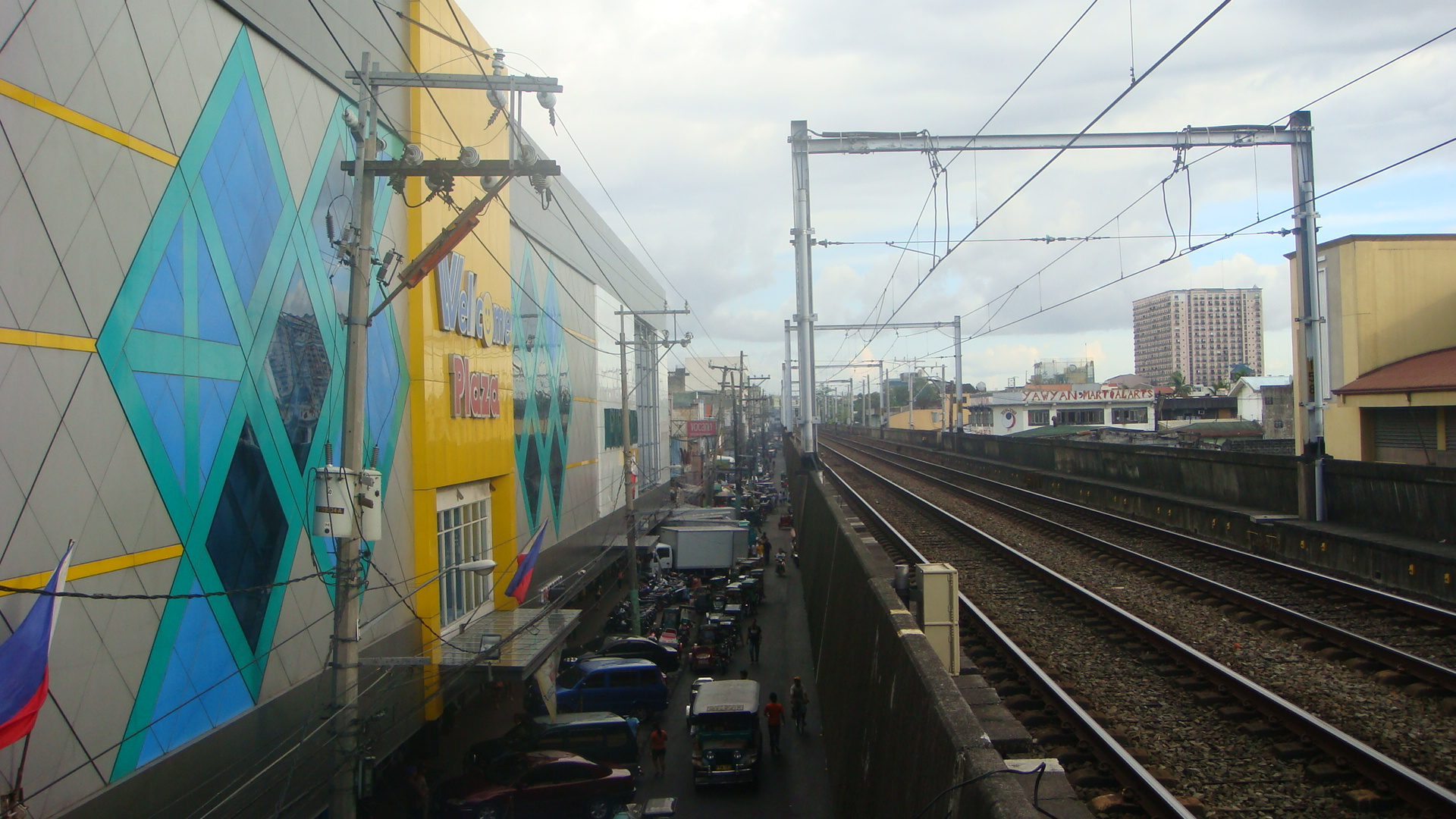
從車站望向周邊商場